# 比弗維爾鎮區 (伊利諾伊州易洛魁縣)
比弗維爾鎮區（英語：Beaverville Township）是位於美國伊利諾伊州易洛魁縣的一個行政鎮區。

## 地方資料
根據2010年美國人口普查的數據，比弗維爾鎮區的面積為97.70平方千米，當中陸地面積為97.67平方千米，而水域面積為0.03平方千米。當地共有人口577人，而人口密度為每平方千米5.91人。